# Anthony Simmons
Anthony Simmons (Reino Unido, 6 de octubre de 1948) fue un atleta británico especializado en la prueba de 10000 m, en la que consiguió ser subcampeón europeo en 1974.

## Carrera deportiva
En el Campeonato Europeo de Atletismo de 1974 ganó la medalla de plata en los 10000 metros, con un tiempo de 28:25.79 segundos, llegando a meta tras el alemán Manfred Kuschmann (oro con 28:25.75 s) y por delante del atleta italiano Giuseppe Cindolo (bronce).